# Дынув
Дынув (пол. Dynów) — город в Польше, входит в Подкарпатское воеводство, Жешувский повят. Имеет статус городской гмины. Занимает площадь 24,41 км². Население — 6300 человек (на 2006 год).

## Известные уроженцы
- Галан, Ярослав Александрович (1902—1949) — советский писатель, драматург, публицист.
- Кашница, Юзеф (1834-1887) ― профессор канонического права в Варшавской главной школе, Императорском Варшавском университете и Львовском университете.

## Фотографии
- Памятник
- Рынок